# Too good to go

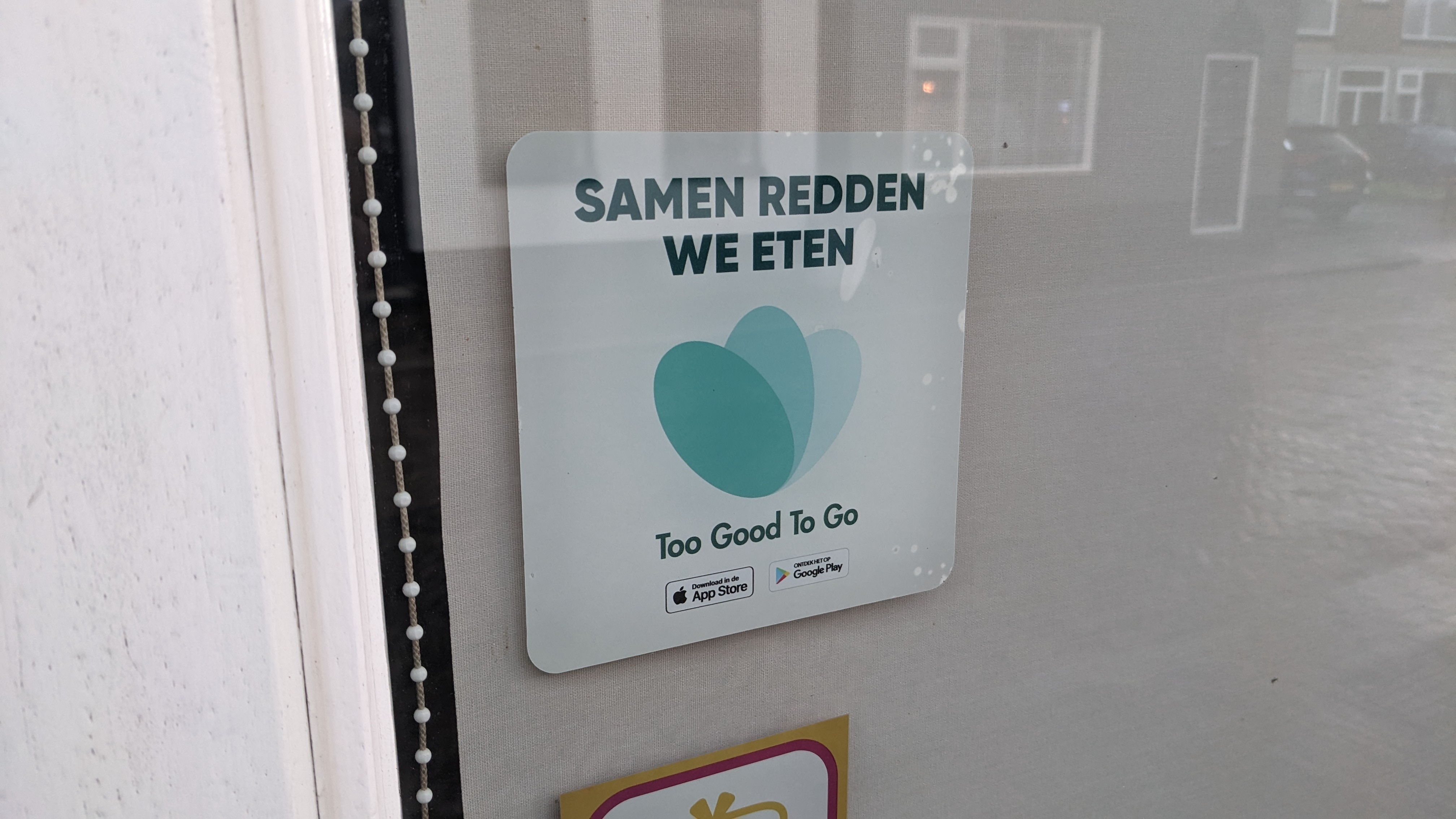
Een Too Good To Go-afhaalpunt

Too Good To Go is een dienst met een mobiele applicatie die klanten verbindt met restaurants en winkels die overtollig onverkocht voedsel hebben.  De service bestrijkt grote Europese steden en is in oktober 2020 van start gegaan in Noord-Amerika. 
Het is een onderdeel van de initiatieven die op de Internationale Dag van de bewustwording van voedselverlies en -verspilling zijn genomen om voedselverlies en -verspilling tegen te gaan. 
In 2022 was Too Good To Go de snelst groeiende app-startup voor duurzame voeding op basis van het aantal downloads.

Bediende landen door Too Good To Go

## Doel
Het doel van Too Good To Go is om wereldwijd voedselverspilling tegen te gaan. Het ontwikkelde een mobiele applicatie die restaurants en winkels met onverkocht, overtollig voedsel  verbindt met klanten die vervolgens het voedsel kunnen kopen dat het verkooppunt overbodig vindt, zonder dat de klant kan kiezen, tegen een veel lagere prijs dan normaal. Het voedsel via de app kost vaak een derde van de oorspronkelijke prijs. Het bedrijf beweert dat dit de verspilling van voedsel, dat anders zou worden weggegooid, vermindert.

## Gebruik
Levensmiddelenwinkels moeten Too good to Go op de hoogte stellen van wat ze elke dag beschikbaar hebben, met vermelding van wat voor soort voedsel ze hebben en de prijs voor een magic box, waarvan ze de inhoud bepalen. De gebruiker kan niet kiezen wat er in een magic box zit. De prijs van een magic box is vaak een derde van de oorspronkelijke winkelwaarde.  
Gebruikers moeten zich registreren om de service te gebruiken. Een mobiele telefoon of tablet met een internetverbinding met Android of iOS is vereist. De gebruiker voert de TGTG-app uit, die verkooppunten vermeldt met de producten die beschikbaar zijn binnen een gekozen afstand en tijdbereik. De klant kan dan een magic box bestellen en betalen. De winkel kan een bestelling op elk moment annuleren als het verwachte overschot niet beschikbaar is (de koper wordt hiervan op de hoogte gebracht) en de koper kan annuleren met een opzegtermijn van twee uur vóór het afhalen. De box moet binnen een bepaald ophaaltijdvenster worden opgehaald, dit venster is vaak 1 tot 2 uur lang, en de transactie wordt afgerond door in de app te swipen om het ophalen te bevestigen.